# Władysław Brzeziński
Władysław Brzeziński ps. Ratusz, Nowomiejski (ur. 19 lipca 1894, zm. 4 listopada 1944 Sandbostel) – major Armii Krajowej, w okresie konspiracji oraz w czasie powstania warszawskiego, dowódca 3 Rejonu (Śródmieście południowo-zachodnie) w Obwodzie Śródmieście AK. Zginął w obozie jenieckim.

## Życiorys
Porucznik piechoty ze starszeństwem z dniem 1 czerwca 1919. W latach dwudziestych służył w 77 pułku piechoty, a następnie w 6 pułku Strzelców Podhalańskich. Awansowany na kapitana ze starszeństwem z dniem 1 stycznia 1927. Służył wówczas w 18 pułku piechoty. Odznaczony Krzyżem Zasługi Wojsk Litwy Środkowej.
Prawdopodobnie po 1930 przeszedł w stan spoczynku z możliwością powołania na wypadek wojny. Zarejestrowany w ewidencji Powiatowej Komendy Uzupełnień w Kutnie.
W trakcie okupacji członek Polskiej Organizacji Zbrojnej (POZ). Od lutego do października 1943, pełnił funkcję scalonego z Armią Krajową batalionu „Kiliński”, oraz był komendantem konspiracyjnej Szkoły Podchorążych. 
Od października 1943, był dowódcą 3 Rejonu (Śródmieście południowo-zachodnie) w Obwodzie Śródmieście AK. W trakcie powstania warszawskiego, pełnił nadal funkcję dowódcy rejonu. Od 8 sierpnia 1944 zastępca dowódcy podobwodu Śródmieście Południowe, zaś od 22 sierpnia zastępca dowódcy 1 Odcinka Zachodniego w podobwodzie Śródmieście Południowe. 7 sierpnia przedstawiony do awansu na stopień majora przez mjr Stanisława Łętowskiego „Mechanika”. 
Po upadku powstania, w obozie jenieckim. Zginął 4 listopada 1944 zastrzelony przez strażnika niemieckiego w Stalagu X B Sandbostel.